# Шенкенхорст
Шенкенхорст (нем. Schenkenhorst) — муниципальный район и населённый пункт в Германии, в земле Саксония-Анхальт. Входит в состав города Гарделеген района Зальцведель.
Население составляет 180 человек (на 31 декабря 2006 года). Занимает площадь 7,37 км².
Шенкенхорст ранее имел статус коммуны. 1 июля 2009 года вошёл в состав города Зальцведеля.

## Достопримечательности
Неороманская церковь 1875 года постройки.